# Lijst van wijnstreken in Frankrijk

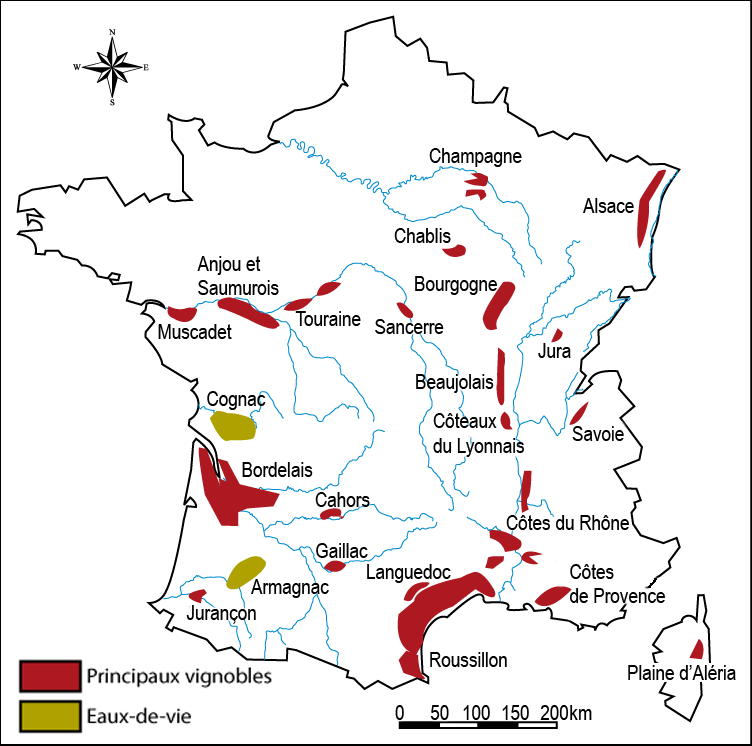
De belangrijkste wijnstreken van Frankrijk

Deze lijst van wijnstreken in Frankrijk is een overzicht van de bekendste wijnbouwgebieden in Frankrijk ingedeeld naar de namen van steden, streken dan wel rivieren. De wijnstreken in Frankrijk zijn bij wetgeving vastgelegd en geclassificeerd. Zie ook: classificatie van wijn.

Voor meer informatie over wijnbouw in Frankrijk zie het artikel: Wijnbouw in Frankrijk.

## Beaujolais

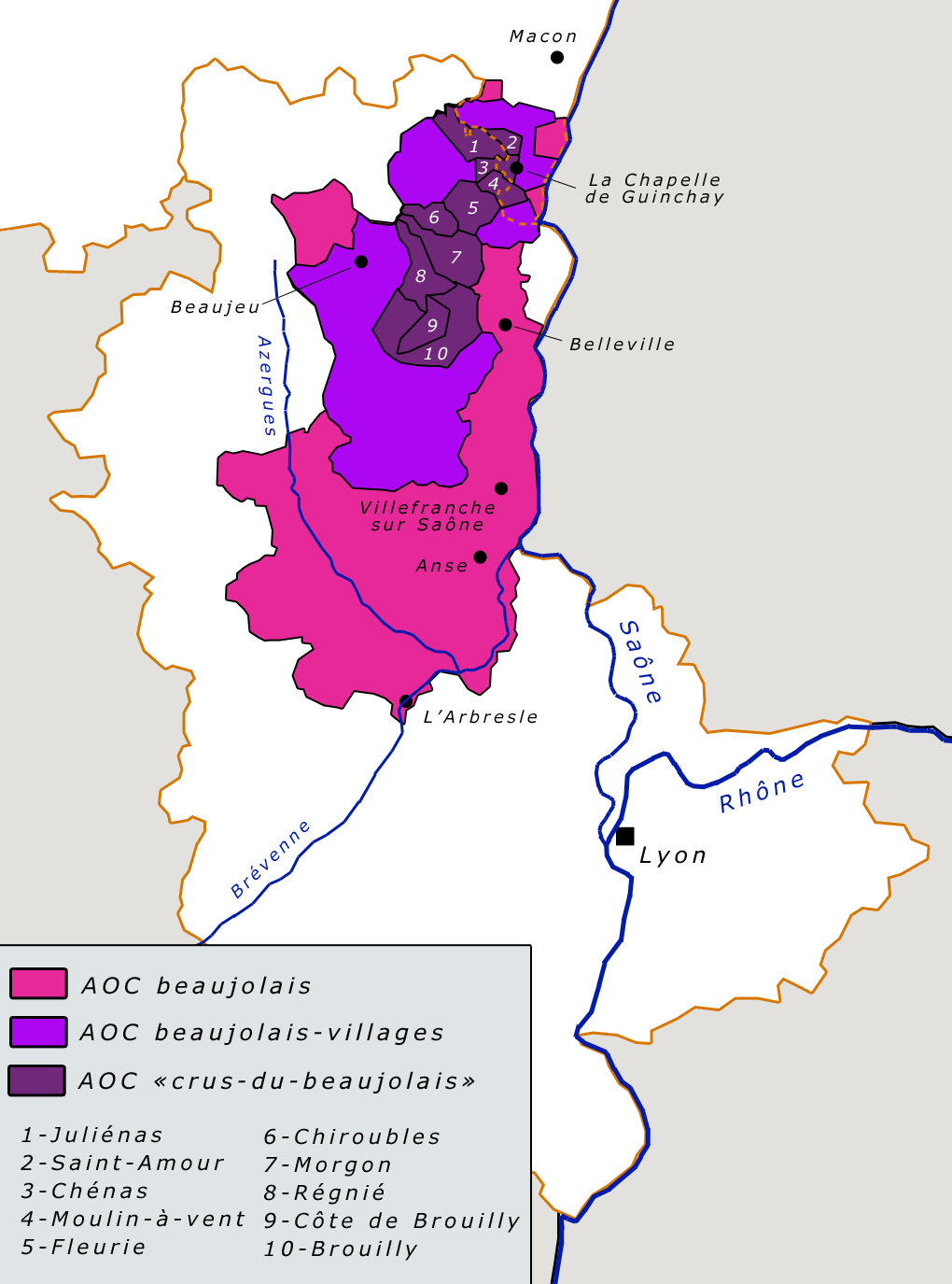
De wijnstreek Beaujolais.

De wijnstreek Beaujolais ligt in de departementen Rhône en Saône-et-Loire. Naast de zogenoemde "Beaujolais Primeur" kent het vooral de gemeentelijke AOC's of cru's:
- Saint-Amour
- Juliénas
- Chénas
- Moulin à Vent
- Morgon
- Chiroubles
- Fleurie
- Brouilly
- Côte de Brouilly
- Régnié

## Bordeaux

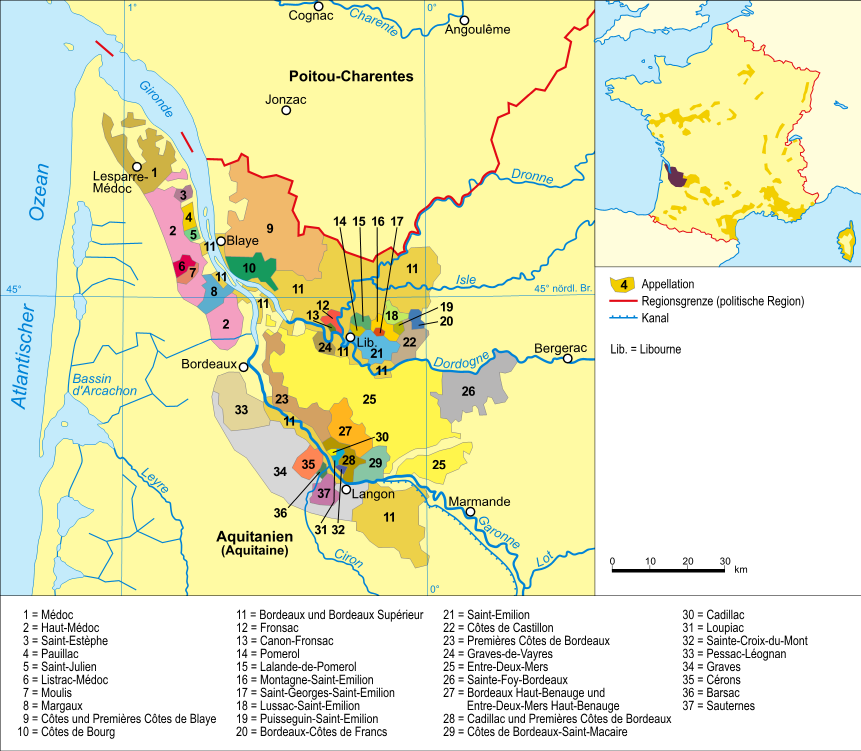
Wijnbouwgebieden van de Bordeaux.

De wijnstreek Bordeaux is genoemd naar de stad Bordeaux en strekt zich uit langs het Estuarium van de Gironde en een stuk stroomopwaarts langs de Garonne en Dordogne. 
Het gebied is onderverdeeld in meerdere wijndistricten die op hun beurt weer onderverdeeld zijn in gemeentelijke appellations met elk hun typische wijnkenmerken.
Ten zuidwesten van de rivieren
- Médoc. Voornamelijk rode wijnen en enkele witte wijnen met de AOC’s:
  - Bas Médoc
  - Haut Médoc
    - Saint Estèphe
    - Pauillac
    - Saint Julien
    - Listrac
    - Moulis
    - Margaux
    - Pessac Léognan

- Graves met de AOC’s:
  - Graves (rode en witte wijn)
  - Graves-supérieures (witte en enigszins zoete wijn)
  - Pessac-Léognan  (rode en witte wijn)
  - Cérons (zoete wijn)
- Sauternais. Witte zoete wijn.
  - Sauternes
  - Barsac

Ten noordoosten van de rivieren
- Blaye
- Côtes de Blaye
- Côtes de Bourg
- Côtes de Bordeaux
- Libournais
- Fronsac
- Pomerol
- Lalande de Pomerol
- Saint-Émilion
  - Montagne Saint Émilion
  - Saint Georges Saint Émilion
  - Lussac Saint Émilion
  - Puisseguin Saint Émilion

Entre-deux-Mers.
Ligt tussen de rivieren Garonne en Dordogne. Zowel rode- witte- als roséwijn.
- Entre-Deux-Mers
- Premières-Côtes-de-Bordeaux
- Côtes-de-Bordeaux-Saint-Macaire

Drie lokale appellations zijn gespecialiseerd in zoete wijnen en liggen gegroepeerd op de rechteroever van de rivier de Garonne tegenover de Sauternes.
- Cadillac
- Loupiac
- Sainte-croix-du-mont

Voorts zijn er nog AOC’s voor rode en witte wijn
- Côtes-de-bordeaux
- Graves de Cadillac ayres
- Sainte-foy-Bordeaux.

## Bourgogne

De wijnbouwgebieden van de Bourgogne.

Bourgogne is niet de meest productieve wijnstreek. Slechts iets meer dan 1% van de totaaloppervlakte van het agrarisch gebied is bebouwd met druiven. Toch zijn de wijnen uit dit gebied wereldberoemd. De duurste wijn gemaakt van de Pinot Noir komt uit dit gebied, Romanée-Conti. De duurste wijn gemaakt van de Chardonnay komt ook uit deze wijnregio. De wijngaarden van Bourgogne liggen vrijwel allemaal op de westelijke oevers van de rivier de Saône.

Een gebied dat eveneens tot de Bourgogne behoort – maar zo'n 100 kilometer ten noordwesten van ligt – is Chablis.
- Cote d'Or
  - Côte de Beaune in het department Côte-d'Or
  - Côtes de Nuits in het department Côte-d'Or
- Chablis in het department Yonne even ten noordwesten van de Cote ‘d or
- Côte Chalonnaise in het department Saône-et-Loire
- Mâconnais in het department Saône-et-Loire

## Champagne

Kaart van de Champagnestreek

Champagne staat bekend om zijn mousserende wijnen die als enige ter wereld de naam "champagne" mag dragen. Daarnaast worden ook enkele niet-mousserende witte wijnen geproduceerd onder de AOC "Coteaux Champenois".

## Charente
In de Charente worden voornamelijk druiven verbouwd die bedoeld zijn voor de productie van Cognac. De weinige wijnen die er gemaakt worden zijn minder van economische betekenis.
De drank Pineau des Charentes komt eveneens uit deze streek.

## Corsica

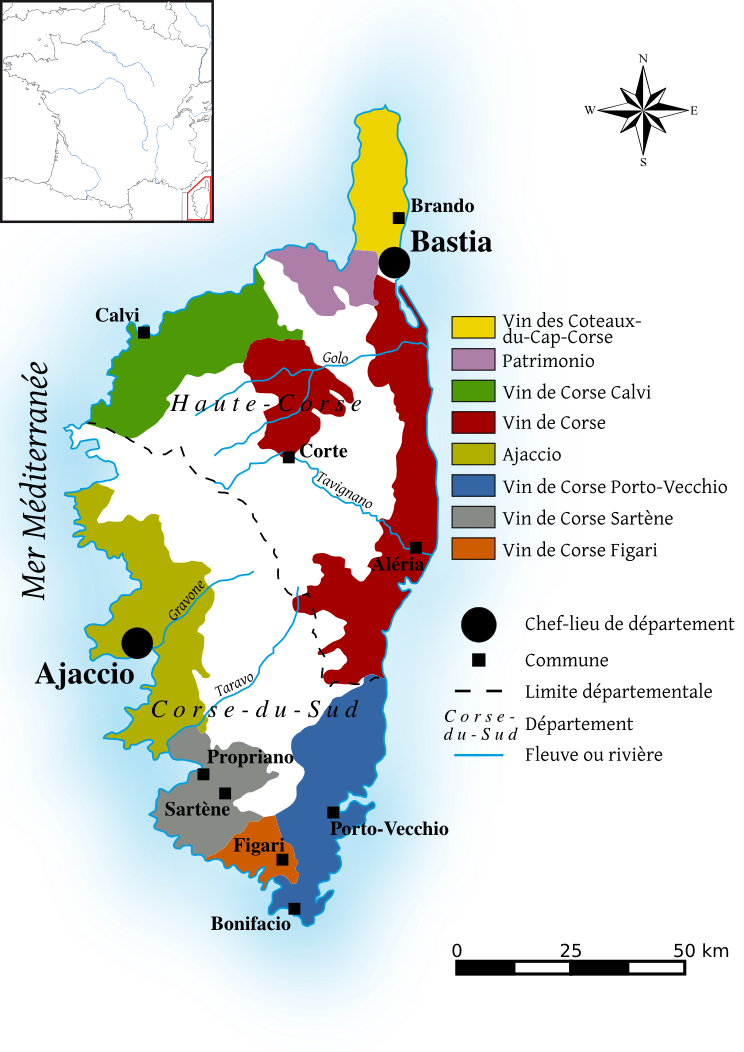
Wijngebieden van Corsica

Op het eiland Corsica wordt al sinds de oudheid wijn geproduceerd. Tot midden jaren 70 was de kwaliteit gemiddeld laag door massaproductie. Na die tijd is men meer gaan toeleggen op kwaliteit en lokale druivenrassen.

## Elzas

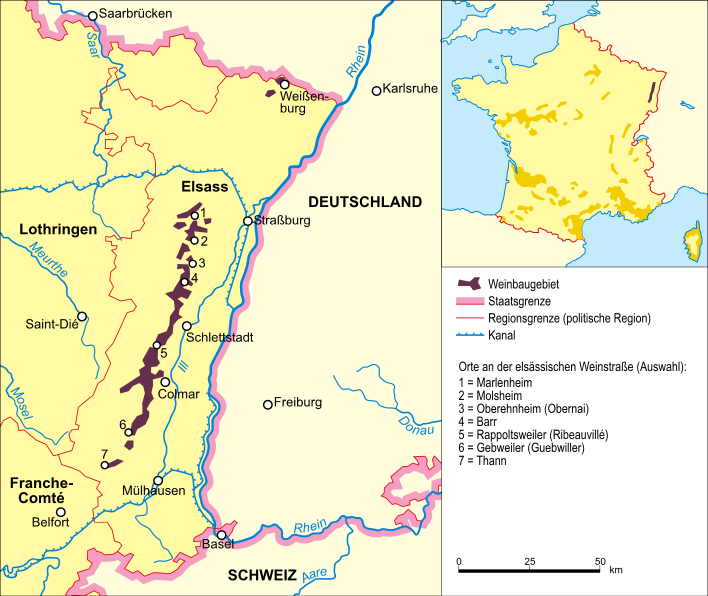
Kaart van de Elzas

De Elzas is gelegen tussen de Vogezen in het westen en de Rijn in het oosten, noordelijk begrensd door Straatsburg, zuidelijk door Mulhouse. Hogerop bevinden zich nog twee kleinere deelgebieden.
De wijnen worden hier benoemd naar gebruikt druivenras.

## Jura

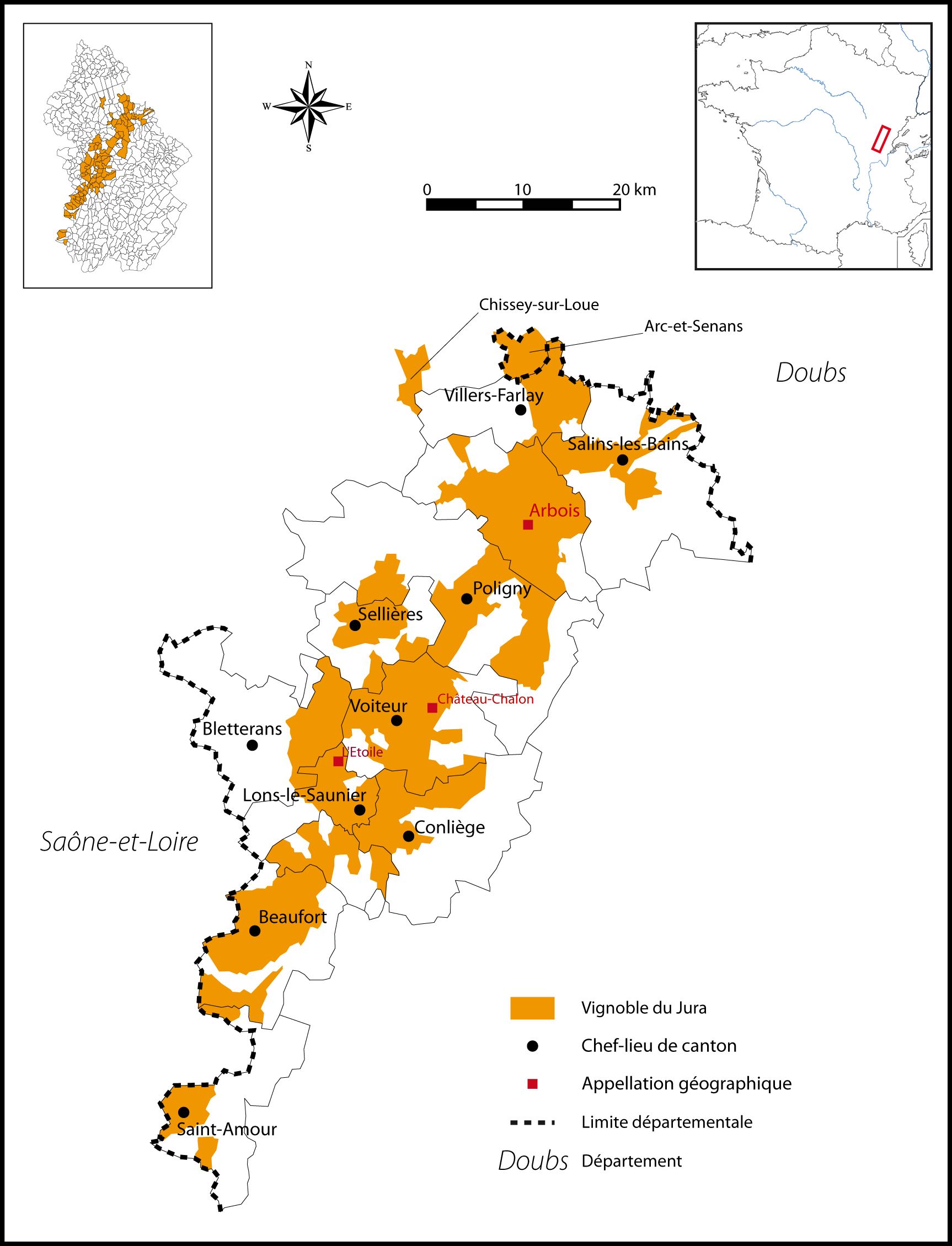
De wijngebieden in de Jura.

Uit de wijnstreek van de Jura – die ligt nabij de Zwitserse grens – komen meerder bijzondere wijnen vandaan. Zoals Vin jaune, Vin de paille en een Vin Gris. Evenals de Macvin du Jura.

## Languedoc-Roussillon

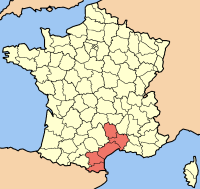
De wijnstreek ligt in het zuiden van Frankrijk en grenst aan de Middellandse Zee en Spanje

De wijnstreek Languedoc-Roussillon is de grootste van Frankrijk en komt ongeveer overeen met de voormalige région Languedoc-Roussillon. De Languedoc omvat de departementen Aude, Gard en Hérault. De Languedoc werd in de 19e eeuw, na de aanleg van spoorwegen, de wijnschuur van Frankrijk met een hoge productie tegen een lage prijs. In de 20e eeuw was men verplicht door de concurrentie van andere landen meer op kwaliteit te letten. De wijnstreek omvat bekende wijndistricten zoals:
- Faugères
- St-Chinan
- Minervois
- Corbières
- Languedoc

## Loire

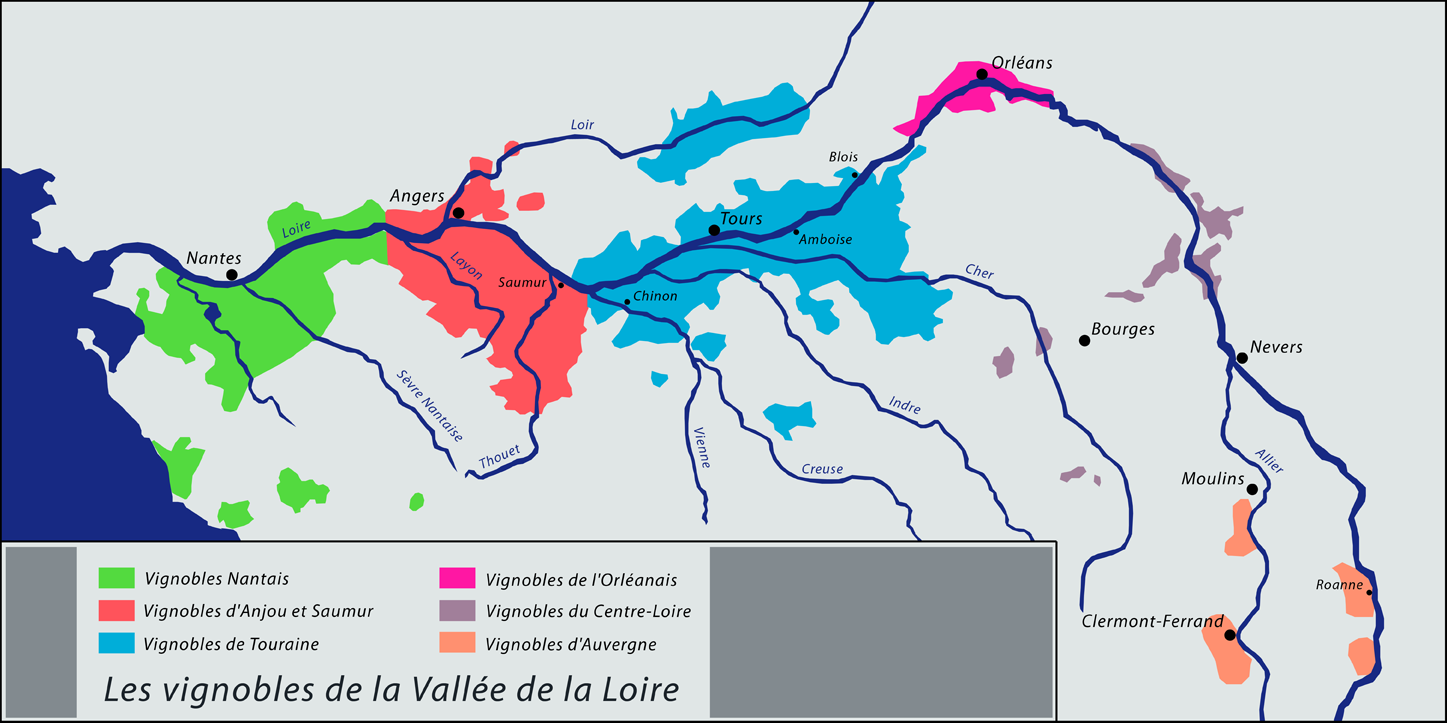
Wijngebieden in het Loiredal

De Loire wijnen langs de rivier de Loire – die ontspringt in het Centraal Massief – stroomt vanaf daar zo’n 600 kilometer noordwaarts richting Orléans, en vervolgens een 400 kilometer westwaarts richting de Atlantische Oceaan. Wijnbouw vindt voornamelijk plaats langs bepaalde plekken op de laatste 500 kilometer van deze rivier. Stroomopwaarts gezien liggen links en rechts van de rivier,
- Muscadet
- Anjou
- Saumur
- Touraine
- Sancerre
- Pouilly-Fumé

## Provence

De kwaliteitswijngebieden van de Provence.

De Provence begint ten zuiden van de stad Avignon tot aan de Middellandse Zee en in het westen bij Arles tot vlak voor Italië. Provençaalse wijnen zijn vooral bekend vanwege de vele rosé, maar ook kenmerkende Bandol-wijnen. De individuele kwaliteitswijngebieden zijn:
- Cassis
- Bandol
- Bellet
- Palette
- Côtes de Provence
- Coteaux d’Aix en Provence
- Les Baux de Provence
- Coteaux Varois

## Rhônevallei

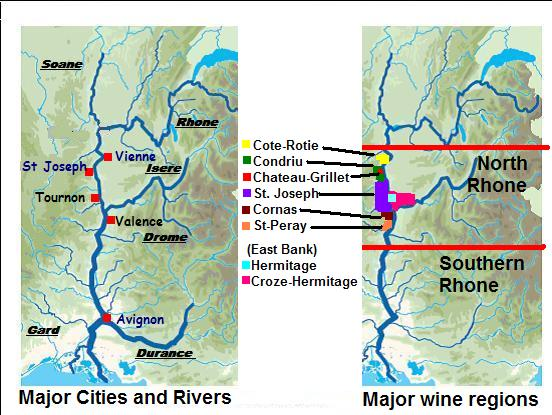
De wijnregio's van de Noordelijke Rhône.

De Côtes du Rhône in het zuidoosten van Frankrijk, wordt in het noorden begrensd door Lyon en in het zuiden door Avignon. Het productiegebied is lang, smal en te verdelen in een noordelijk en zuidelijk deel. Elk met hun eigen kenmerken.
Noordelijke Rhône
Het noordelijk gelegen deel wordt Vallée du Rhône septentrionale genoemd. Hier liggen de AOC’s,
- Côte Rôtie
- Condrieu
- Château-Grillet
- Saint-joseph
- Cornas
- Saint-Péray
- Hermitage
- Crozes-Hermitage

Zuidelijke Rhône
Het zuidelijk deel van de Rhonevallei wordt Vallée du Rhône méridionale genoemd. In de onderverdeling zijn vooral bekend:
- Côtes du Vivarais
- Vinsobres
- Gigondas
- Grignan-les-Adhémar
- Beaumes-de-Venise
- Châteauneuf-du-Pape
- Vacqueyras
- Tavel
- Lirac
- Rasteau
- Cairanne
- Ventoux

## Zuidwesten

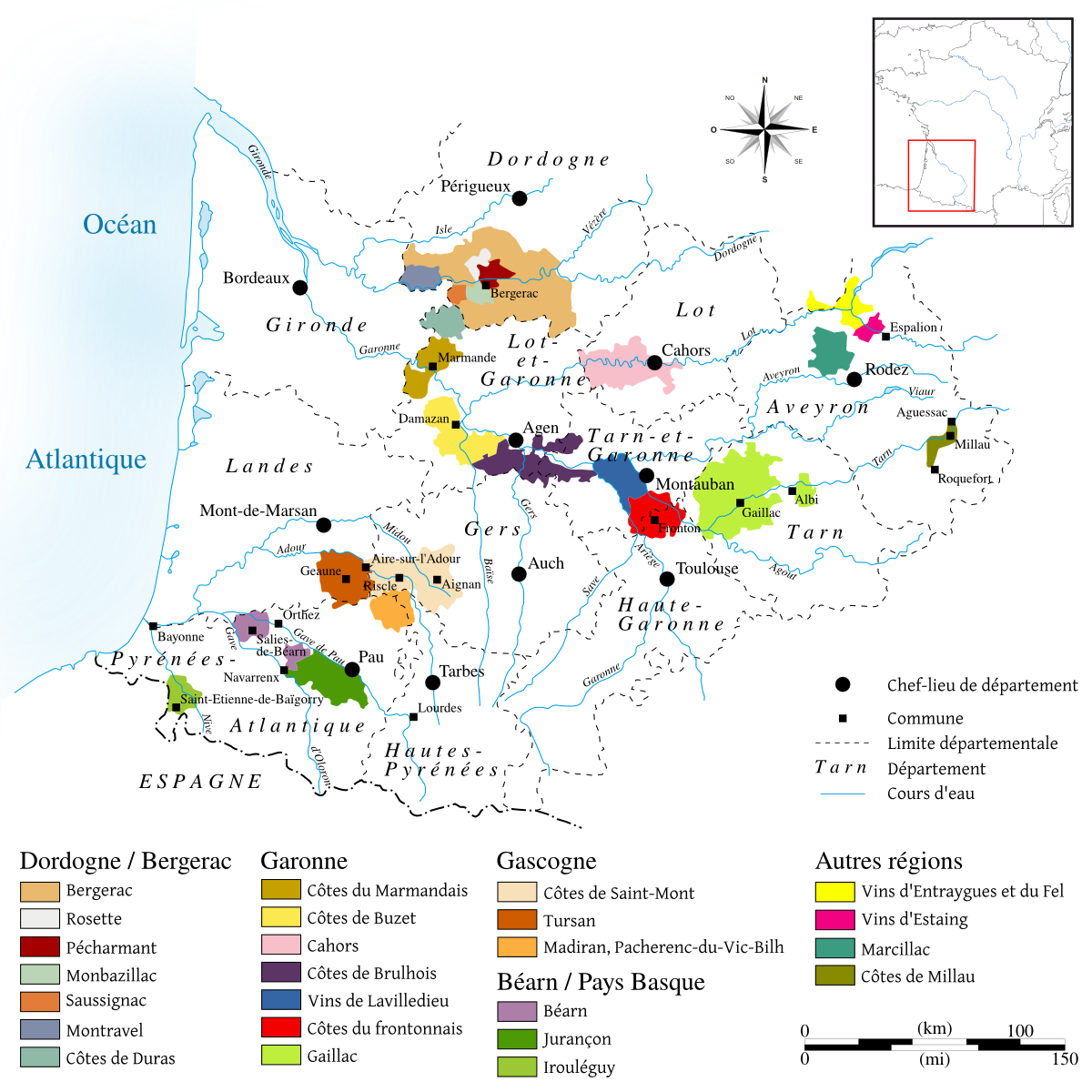
Kaart met de wijnstreken in Zuidwest-Frankrijk.

De wijnstreek Zuidwesten – in het Frans: "Sud-Ouest" – bestaat uit een aantal 'eilandjes' die zich uitstrekken van het gebied tussen Aurillac en Rodez in het noordoosten tot aan de Spaanse grens ten zuiden van Bayonne. De regio grenzend aan en ten oosten van de Bordeaux-wijnstreek valt hier eveneens onder. Hierdoor hebben wijnen uit dit gebied soms een overeenkomst met wijnen uit de Bordeaux, vaak verschillen ze echter enorm. Enkele daarvan zijn:
- Côtes de Gascogne (wijnstreek)
- Côtes de Montravel
- Montravel
- Madiran
- Pacherenc du Vic-Bilh
- Tursan
- Irouléguy
- Jurançon